# San Miguel Acatán
San Miguel Acatán är en kommunhuvudort i Guatemala.   Den ligger i departementet Departamento de Huehuetenango, i den västra delen av landet, 170 km nordväst om huvudstaden Guatemala City. San Miguel Acatán ligger 1 828 meter över havet och antalet invånare är 2 773.
Terrängen runt San Miguel Acatán är huvudsakligen bergig, men den allra närmaste omgivningen är kuperad. Runt San Miguel Acatán är det ganska tätbefolkat, med 166 invånare per kvadratkilometer. Närmaste större samhälle är Jacaltenango, 13,0 km väster om San Miguel Acatán. I omgivningarna runt San Miguel Acatán växer i huvudsak blandskog.